# Łany (Turbia)
Łany – część wsi Turbia położona w Polsce,  w województwie podkarpackim, w powiecie stalowowolskim, w gminie Zaleszany.
W latach 1975–1998 Łany należały administracyjnie do województwa tarnobrzeskiego.